# Dix (cràter)
Dix és un cràter d'impacte en el planeta Venus de 63,3 km de diàmetre. Porta el nom de Dorothea Dix (1802-1887), infermera i activista pels indigents malalts, i el seu nom va ser aprovat per la Unió Astronòmica Internacional el 1994.